# Transkribering av östslaviska språk
Transkribering av östslaviska språk till det latinska alfabetet är en process för att överföra till skriven på ryska, belarusiska och ukrainska med kyrilliska bokstäver till latinska motsvarigheter. Den skiljer sig åt mellan standard och språk.

## Transkribering till svenska
Tabellen nedan visar hur östslaviska språk transkriberas till svenska. De flesta bokstäverna transkriberas på samma sätt för samtliga språk, men några bokstäver transkriberas olika från ryska, belarusiska och ukrainska (de där tabellkolumnen "svensk transkribering från" är uppdelad). Det beror på att det dels finns skillnad för hur vissa bokstäver transkriberas, dels att belarusisk och ukrainsk skrift har några egna bokstäver som inte finns i rysk skrift. Det beror på att man för samtliga språk eftersträvar fonetisk överensstämmelse, vilket gjort att några städer bytt transkribering, vissa utan att byta originalstavning, till exempel Homel/Гомель. 
Det finns en tendens att transkribera namn mellan ryska och andra kyrilliska alfabet. Till exempel ryska "Киев" och ukrainska "Київ". På svenska avviker traditionellt stavningen av ett antal ukrainska städer och platser mot den officiella translittereringsstandarden, då vissa platser har namn som vunnit hävd. Några av dessa är: huvudstaden Kiev (i stället för Kyjiv), staden Odessa (i stället för Odesa), den ukrainska halvön Krim (i stället för Krym) samt kärnkraftverket och området Tjernobyl (i stället för Tjornobyl).
| Kyrillisk bokstav   | Svensk transkribering från | Svensk transkribering från | Svensk transkribering från | Exempel                                                                                   |
| Kyrillisk bokstav   | Ryska                      | Belarusiska                | Ukrainska                  | Exempel                                                                                   |
| ------------------- | -------------------------- | -------------------------- | -------------------------- | ----------------------------------------------------------------------------------------- |
| а                   | a                          | a                          | a                          | Анто́н Че́хов – Anton Tjechov                                                               |
| б                   | b                          | b                          | b                          | Бори́с Е́льцин – Boris Jeltsin                                                              |
| в                   | v                          | v                          | v                          | Анто́н Че́хов – Anton Tjechov                                                               |
| г                   | g                          | h                          | h                          | (rys.) Гла́сность – Glasnost / (bel.) Гро́дна – Hrodna                                      |
| д                   | d                          | d                          | d                          | Фёдор Достое́вский – Fjodor Dostojevskij                                                   |
| е i början på ord   | je                         | je                         | e                          | (rys.) Бори́с Е́льцин – Boris Jeltsin / (bel.) Е́льск – Jelsk / (ukr.) Енергода́р – Enerhodar |
| е efter vokal, ь, ъ | je                         | je                         | e                          | (rys.) Фёдор Достое́вский – Fjodor Dostojevskij / (ukr.) Запоро́жье – Zaporozje             |
| е efter konsonant   | e                          | e                          | e                          | Анто́н Че́хов – Anton Tjechov                                                               |
| ё                   | jo                         | jo                         | jo                         | Фёдор Достое́вский – Fjodor Dostojevskij                                                   |
| ё efter з, с, т, ц  | iо                         | iо                         | iо                         | Сёма (kortform av Семён) – Sioma (Semjon)                                                 |
| ё efter ч, ш, щ, ж  | o                          | o                          | o                          | Ники́та Хрущёв – Nikita Chrusjtjov                                                         |
| ж                   | zj                         | zj                         | zj                         | Солжени́цын – Solzjenitsyn                                                                 |
| з                   | z                          | z                          | z                          | Но́вая Земля́ – Novaja Zemlja                                                               |
| и                   | i                          | y                          | y                          | (rys.) Ники́та Хрущёв – Nikita Chrusjtjov / (ukr.) Микола́їв – Mykolajiv                    |
| й                   | j                          | j                          | j                          | Фёдор Достое́вский – Fjodor Dostojevskij                                                   |
| к                   | k                          | k                          | k                          | Фёдор Достое́вский – Fjodor Dostojevskij                                                   |
| л                   | l                          | l                          | l                          | Анто́н Па́влович Че́хов – Anton Pavlovitj Tjechov                                            |
| м                   | m                          | m                          | m                          | Фёдор Миха́йлович Достое́вский – Fjodor Michajlovitj Dostojevskij                           |
| н                   | n                          | n                          | n                          | Анто́н Че́хов – Anton Tjechov                                                               |
| о                   | o                          | o                          | o                          | Анто́н Че́хов – Anton Tjechov                                                               |
| п                   | p                          | p                          | p                          | Анто́н Па́влович Че́хов – Anton Pavlovitj Tjechov                                            |
| р                   | r                          | r                          | r                          | Фёдор Достое́вский – Fjodor Dostojevskij                                                   |
| с                   | s                          | s                          | s                          | Фёдор Достое́вский – Fjodor Dostojevskij                                                   |
| т                   | t                          | t                          | t                          | Анто́н Че́хов – Anton Tjechov                                                               |
| у                   | u                          | u                          | u                          | Пу́шкин – Pusjkin                                                                          |
| ф                   | f                          | f                          | f                          | Фёдор Достое́вский – Fjodor Dostojevskij                                                   |
| х                   | ch                         | ch                         | ch                         | Анто́н Че́хов – Anton Tjechov                                                               |
| ц                   | ts                         | ts                         | ts                         | Солжени́цын – Solzjenitsyn                                                                 |
| ч                   | tj                         | tj                         | tj                         | Анто́н Че́хов – Anton Tjechov, Ива́нович – Ivanovitj                                         |
| ш                   | sj                         | sj                         | sj                         | Пу́шкин – Pusjkin                                                                          |
| щ                   | sjtj                       | sjtj                       | sjtj                       | Ники́та Хрущёв – Nikita Chrusjtjov                                                         |
| ь                   | utgår                      | utgår                      | utgår                      | Гла́сность – Glasnost                                                                      |
| ы                   | y                          | y                          | [ 4 ]                      | Солжени́цын – Solzjenitsyn                                                                 |
| ъ                   | utgår                      | utgår                      | utgår                      | объе́кт – objekt                                                                           |
| э                   | e                          | e                          | e                          | Эконо́мика – Ekonomika                                                                     |
| ю                   | ju                         | ju                         | ju                         | Ю́рий Гага́рин – Jurij Gagarin                                                              |
| ю efter з, с, т, ц  | iu                         | iu                         | iu                         | Тюме́нь – Tiumen                                                                           |
| ю efter ч, ш, щ, ж  | u                          | u                          | u                          | жюри́ – zjuri                                                                              |
| я                   | ja                         | ja                         | ja                         | Но́вая Земля́ – Novaja Zemlja                                                               |
| я efter з, с, т, ц  | ia                         | ia                         | ia                         | Татья́на Никола́евна – Tatiana Nikolajevna                                                  |
| я efter ч, ш, щ, ж  | a                          | a                          | a                          | Запорі́жжя – Zaporizjzja                                                                   |
| я efter и (ibland)  | a                          | a                          | a                          | Мари́я Шара́пова – Maria Sjarapova, skrivs ibland Marija Sjarapova                          |
| є                   | [ 5 ]                      | je                         | je                         | Євпато́рія – Jevpatorija                                                                   |
| ґ                   | [ 5 ]                      | g                          | g                          |                                                                                           |
| і                   | [ 5 ]                      | i                          | i                          | Мі́нск – Minsk                                                                             |
| ї                   | [ 5 ]                      | ji                         | ji                         | Микола́їв – Mykolajiv                                                                      |
| ў                   | [ 5 ]                      | ŭ                          | [ 4 ]                      | Магілёў – Mahiljoŭ                                                                        |

Notera att den här transkriptionstabellen inte ser densamma ut om man ska transkribera vetenskapligt. Då gäller ISO-standard 9.

## Ryska till engelska och tyska
Transkribering av ryska till engelska och till tyska  har dessa skillnader från den svenska transkriberingen:
| Rysk bokstav | Engelsk transkribering | Tysk transkribering | Svensk transkribering |
| ------------ | ---------------------- | ------------------- | --------------------- |
| е            | ye e                   |                     | je e                  |
| ё            | yo o, e                |                     | jo o                  |
| ж            | zh                     | sch                 | zj                    |
| й            | y, i                   | i                   | j                     |
| х            | kh                     |                     | ch                    |
| ч            | ch                     | tsch                | tj                    |
| ш            | sh                     | sch                 | sj                    |
| щ            | shch                   | schtsch             | sjtj                  |
| ю            | yu                     |                     | ju                    |
| я            | ya                     |                     | ja                    |
| -ий          | -y                     | -i                  | -ij                   |
| -ый          | -y                     | -y                  | -yj                   |
| в            |                        | w                   | v                     |
| з            |                        | s                   | z                     |
| ц            |                        | z                   | ts                    |

Tom ruta = Transkriberas på samma sätt som på svenska

## ISO 9
Enligt ISO 9 ska kyrilliska alfabetet transkriberas som följande.
| Kyrillisk bokstav | Kyrillisk bokstav | Latinsk bokstav | Latinsk bokstav |
| ----------------- | ----------------- | --------------- | --------------- |
| А                 | а                 | A               | a               |
| Б                 | б                 | B               | b               |
| В                 | в                 | V               | v               |
| Г                 | г                 | G               | g               |
| Д                 | д                 | D               | d               |
| Е                 | е                 | E               | e               |
| Ё                 | ё                 | Ë               | ë               |
| Є                 | є                 | Ê               | ê               |
| Ж                 | ж                 | Ž               | ž               |
| З                 | з                 | Z               | z               |
| И                 | и                 | I               | i               |
| Й                 | й                 | J               | j               |
| К                 | к                 | K               | k               |
| Л                 | л                 | L               | l               |
| М                 | м                 | M               | m               |
| Н                 | н                 | N               | n               |
| О                 | о                 | O               | o               |
| П                 | п                 | P               | p               |
| Р                 | р                 | R               | r               |
| С                 | с                 | S               | s               |
| Т                 | т                 | T               | t               |
| У                 | у                 | U               | u               |
| Ф                 | ф                 | F               | f               |
| Х                 | х                 | H               | h               |
| Ц                 | ц                 | C               | c               |
| Ч                 | ч                 | Č               | č               |
| Ш                 | ш                 | Š               | š               |
| Щ                 | щ                 | Ŝ               | ŝ               |
| Ъ                 | ъ                 | ʺ               | ʺ               |
| Ы                 | ы                 | Y               | y               |
| Ь                 | ь                 | ʹ               | ʹ               |
| Э                 | э                 | È               | è               |
| Ю                 | ю                 | Û               | û               |
| Я                 | я                 | Â               | â               |